# Levantamento de peso nos Jogos Parapan-Americanos de 2007
O levantamento de peso nos Jogos Parapan-Americanos de 2007 aconteceu no Pavilhão 3A do Complexo Esportivo Riocentro entre 13 e 15 de agosto. Foram disputadas seis categorias para atletas com paralisia cerebral, lesão medular, amputação de membros inferiores e les autres (não se enquadram nas categorias anteriores).

## Países participantes
Doze delegações apresentaram atletas participantes no levantamento de peso, totalizando 49 homens e 20 mulheres.
| - BRA Brasil (18) - CAN Canadá (1) - COL Colômbia (5) - CRC Costa Rica (1) - CUB Cuba (4) - ECU Equador (3) - USA Estados Unidos (4) | - HAI Haiti (1) - MEX México (11) - NCA Nicarágua (2) - PER Peru (4) - PUR Porto Rico (1) - VEN Venezuela (14) |

## Medalhistas
Masculino
| Evento                           | Ouro                          | Prata                         | Bronze                       |
| -------------------------------- | ----------------------------- | ----------------------------- | ---------------------------- |
| Aberto peso superleve detalhes   | César Rubio CUB Cuba          | Mario Keb MEX México          | Gerardo Merino ECU Equador   |
| Aberto peso leve detalhes        | Alexander Whitaker BRA Brasil | Luis Perea CUB Cuba           | Jainer Cantillo COL Colômbia |
| Aberto peso pesado detalhes      | Javier Mariño ECU Equador     | Rodrigo Marques BRA Brasil    | João Batista BRA Brasil      |
| Aberto peso superpesado detalhes | José Castillo MEX México      | José Ricardo Silva BRA Brasil | José Chirino VEN Venezuela   |

Feminino
| Evento                      | Ouro                      | Prata                    | Bronze                       |
| --------------------------- | ------------------------- | ------------------------ | ---------------------------- |
| Aberto peso leve detalhes   | Amalia Pérez MEX México   | Laura Cerero MEX México  | Miriam Aguilar MEX México    |
| Aberto peso pesado detalhes | Perla Barcenas MEX México | Catalina Díaz MEX México | Josilene Ferreira BRA Brasil |

## Quadro de medalhas
| Ordem | País          | Medalha de ouro | Medalha de prata | Medalha de bronze |    |
| ----- | ------------- | --------------- | ---------------- | ----------------- | -- |
| 1     | MEX México    | 3               | 3                | 1                 | 7  |
| 2     | BRA Brasil    | 1               | 2                | 2                 | 5  |
| 3     | CUB Cuba      | 1               | 1                |                   | 2  |
| 4     | ECU Equador   | 1               |                  | 1                 | 2  |
| 5     | COL Colômbia  |                 |                  | 1                 | 1  |
| 5     | VEN Venezuela |                 |                  | 1                 | 1  |
| TOTAL | TOTAL         | 6               | 6                | 6                 | 18 |